# Val Rezzo (valle)
La Val Rezzo è una valle montana della Lombardia in Provincia di Como. È solcata dal torrente Rezzo tributario del Lago di Lugano dove sfocia all'altezza del comune di Porlezza.
La valle ha il suo apice alla Cima di Fiorina che la mette in comunicazione con la svizzera val Colla, la Strada Provinciale 11 la collega con la parallela Val Cavargna, i comuni ivi compresi sono l'omonimo centro di Val Rezzo, Corrido ed in parte quello di Porlezza.